# Freziera carinata
Freziera carinata là một loài thực vật có hoa trong họ Pentaphylacaceae. Loài này được A.L.Weitzman mô tả khoa học đầu tiên năm 1987.